# It Takes a Nation of Millions to Hold Us Back
Albums de Public Enemy
Yo! Bum Rush the Show
(1987) Fear of a Black Planet
(1990)
Singles
1. Rebel Without a Pause
Sortie : Novembre 1987
2. Bring the Noise
Sortie : Janvier 1988
3. Don't Believe the Hype
Sortie : Juin 1988
4. Night of the Living Baseheads
Sortie : Octobre 1988
5. Black Steel in the Hour of Chaos
Sortie : 1989

It Takes a Nation of Millions to Hold Us Back est le deuxième album studio de Public Enemy, sorti le 28 juin 1988.
Cet album, avec son importante utilisation de samples et ses paroles très engagées politiquement, a rencontré un immense succès et a eu un impact phénoménal à sa sortie. Il est de fait considéré comme l'un des albums les plus influents de l'histoire du hip-hop.

## Présentation

### Samples
L'album est notamment remarquable par sa riche et intense utilisation du sampling.
Dans une interview donnée quelques années après la sortie de l'album par le producteur Hank Shocklee, celui-ci a exposé la grande difficulté, d'un point de vue financier, que supposerait aujourd'hui la réalisation du même travail, en raison des restrictions et des coûts supplémentaires mis en place depuis pour l'usage d'enregistrements soumis au droit d'auteur, question dont, selon lui, personne ne se souciait à l'époque.